# Haplogrupo H (ADN-Y)
Em genética humana, o haplogrupo H (ADN-Y) é um haplogrupo do cromossoma Y humano  de  uma linhagem  portadora do haplogrupo F, de acordo com a versão 8.75 de 6 de setembro de 2013 da Sociedade Internacional de Genealogia Genética,  estabelecida há aproximadamente entre trinta a quarenta mil anos no subcontinente indiano (local mais provável). Atualmente, a grande maioria dos portadores deste haplogrupo continua a viver na região que se julga ser a sua origem, no subcontinente indiano. Os ciganos, aparentemente originários da região, são os principais portadores do haplogupo H na Europa ocidental.